# Бебжа
Бебжа (пољ. Biebrza) је река у Пољској. Дуга је 155 km. Улива се у Нарев. 